# Kuśmierzówka
Kuśmierzówka, Kuśmierzowa (705 m) – niewybitny szczyt w Beskidzie Sądeckim, w masywie Dzwonkówki.

## Topografia
Kuśmierzówka jest jednym z wierzchołków bocznego, południowego grzbietu odchodzącego od głównego grzbietu Pasma Radziejowej na wysokości Dzwonkówki. W grzbiecie tym kolejno wyróżnia się wierzchołki: Wisielec (870 m), Góra Łabudowa (870 m), Załamki (730 m), Kuśmierzówka (705 m), Biała Góra (681 m) i Góra Ciżowa (649 m). Grzbiet ten znajduje się między dolinami potoków: od zachodu Zakijowskiego (Potoku Kozłeckiego), wpadającego do Dunajca i od wschodu Skotnickiego, wpadającego do Grajcarka. Na Kuśnierzowej grzbiet rozgałęzia się na dwa ramiona; lewe ze wzniesieniami Białej Góry i Ciżowej Góry, oraz prawe z wzniesieniem Wierchy. Pomiędzy nimi spływa potok Ścigocki.
Szczyt leży na granicy Krościenka nad Dunajcem i Szczawnicy w województwie małopolskim, w powiecie nowotarskim. Jest porośnięty lasem, w związku z czym nie ma walorów widokowych. Przez wzniesienie nie przebiega żaden znakowany szlak turystyczny. Szczyt i jego zbocza znajdują się na terenie Popradzkiego Parku Krajobrazowego. Znajdują się tu m.in. objęte ochroną źródła wód mineralnych (szczawy) i buczyna karpacka.

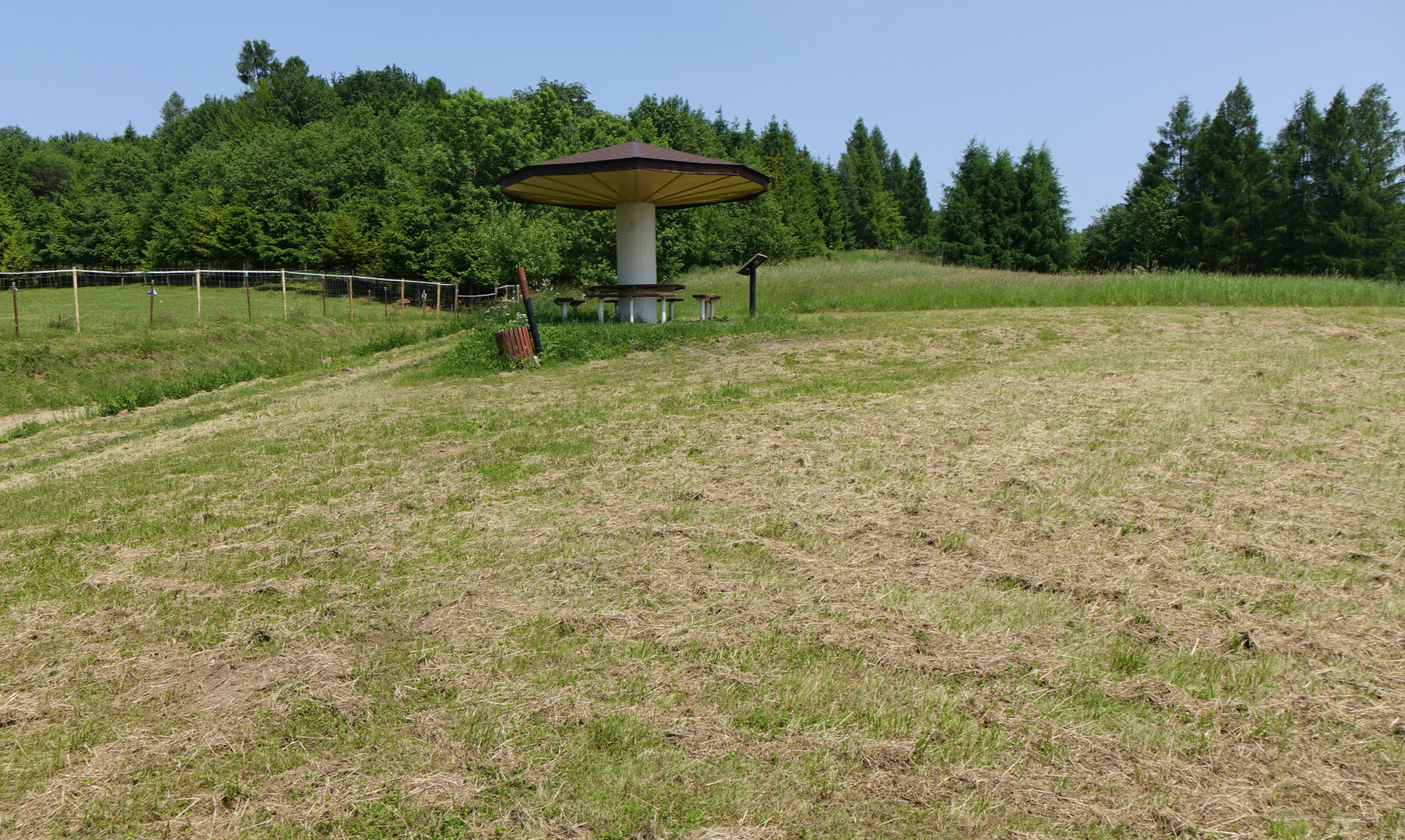
„Grzybek dla turystów” na Białej Górze, u góry lesista Kuśmierzówka